# Cross Hill
Cross Hill é uma cidade  localizada no estado norte-americano de Carolina do Sul, no Condado de Laurens.

## Demografia
Segundo o censo norte-americano de 2000, a sua população era de 601 habitantes.
Em 2006, foi estimada uma população de 593, um decréscimo de 8 (-1.3%).

## Geografia
De acordo com o United States Census Bureau tem uma área de
8,0 km², dos quais 8,0 km² cobertos por terra e 0,0 km² cobertos por água. Cross Hill localiza-se a aproximadamente 153 m acima do nível do mar.

## Localidades na vizinhança
O diagrama seguinte representa as localidades num raio de 20 km ao redor de Cross Hill.